# Phyllurus platurus
Phyllurus platurus (сіднейський листохвостий гекон) — вид геконоподібних ящірок родини Carphodactylidae. Ендемік Австралії.

## Поширення і екологія
Сіднейські листохвості гекони мешкають на сході Нового Південного Уельсу, на узбережжі та в горах в околицях Сіднея. Вони живуть серед пісковикових скель, трапляються поблизу людських поселень. Ведуть нічний спосіб життя, живляться безхребетними, відкладають яйця.